# Arachnothera
Arachnothera – rodzaj ptaków z rodziny nektarników (Nectariniidae).

## Rozmieszczenie geograficzne
Rodzaj obejmuje gatunki występujące w Azji.

## Morfologia
Długość ciała 13,3–22 cm, masa ciała 8,8–49 g.

## Systematyka
Rodzaj zdefiniował w 1826 roku holenderski zoolog Coenraad Jacob Temminck w publikacji własnego autorstwa poświęconej nowej kolekcji kolorowych plansz z ptakami. Gatunkiem typowym jest (oznaczenie monotypowe) pajęcznik żółtouchy (A. chrysogenys).

### Etymologia
Arachnothera: gr. αραχνης arakhnēs ‘pająk’; -θηρας -thēras ‘łowca’, od θηραω thēraō ‘polować’, od θηρ thēr, θηρος thēros ‘bestia, zwierzę’.

### Podział systematyczny
Do rodzaju należą następujące gatunki:
- Arachnothera crassirostris (Reichenbach, 1853) – pajęcznik grubodzioby
- Arachnothera robusta S. Müller & Schlegel, 1845 – pajęcznik wielkodzioby
- Arachnothera flammifera Tweeddale, 1878 – pajęcznik żółtobrzuchy
- Arachnothera longirostra (Latham, 1790) – pajęcznik długodzioby
- Arachnothera dilutior Sharpe, 1876 – pajęcznik palawański
- Arachnothera juliae Sharpe, 1887 – pajęcznik brązowy
- Arachnothera clarae W. Blasius, 1890 – pajęcznik nagolicy
- Arachnothera chrysogenys (Temminck, 1826) – pajęcznik żółtouchy
- Arachnothera magna (Hodgson, 1836) – pajęcznik kreskowany
- Arachnothera flavigaster (Eyton, 1839) – pajęcznik okularowy
- Arachnothera affinis (Horsfield, 1821) – pajęcznik szarobrzuchy
- Arachnothera modesta (Eyton, 1839) – pajęcznik ubogi
- Arachnothera everetti (Sharpe, 1893) – pajęcznik łuskogłowy